# Recitativo

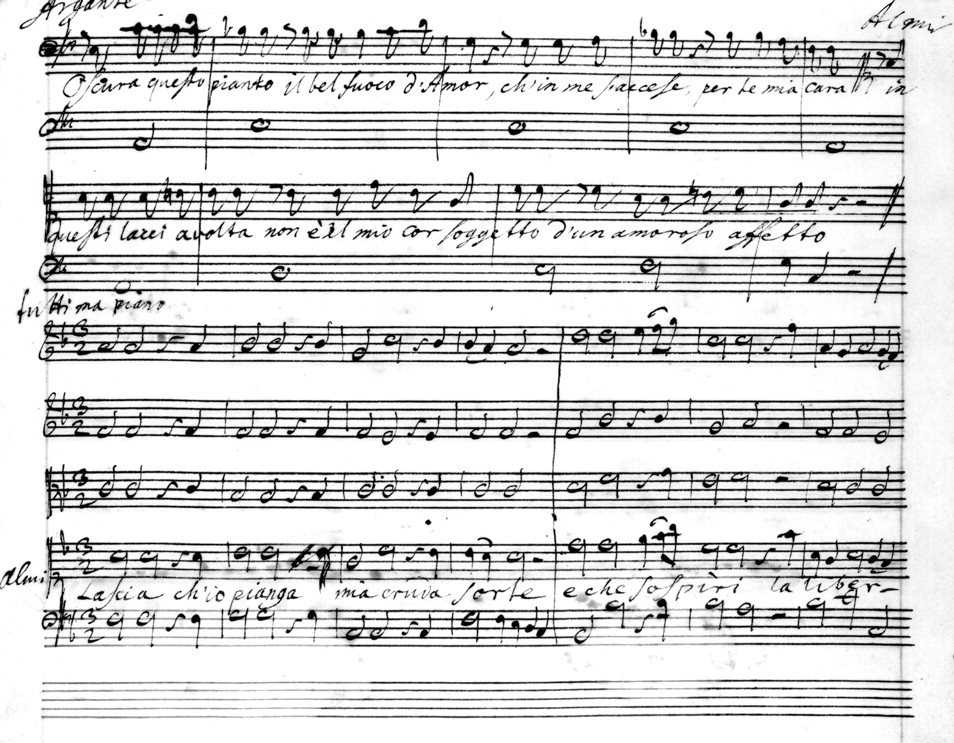
First bars of Lascia ch'io pianga, air from the second act of Rinaldo.

Recitativo é uma forma de composição usada frequentemente em melodramas, oratórios, cantatas, óperas, e, eventualmente, em concertos, na qual o cantor usa o tempo da fala e não o da música. Embora entoado e quase sempre acompanhado pela orquestra ou por um único instrumento, a melodia visa a se aproximar ao máximo da cadência e das inflexões de uma recitação. Fica, portanto, a meio caminho, entre o canto e a fala. O recitativo é, em geral, cantado por um solista, seguindo uma linha melódica, sem acompanhamento ou com um leve acompanhamento responsivo durante as pausas do cantor.

## História
O recitativo foi bem desenvolvido no século XVII, durante a Era Barroca, em obras tais como a Paixão, as cantatas e madrigais. Ainda permaneceu até mais tarde, nas óperas clássicas e românticas. 
O primeiro uso de recitativo em ópera foi precedido pelas monodias da Camerata Fiorentina, na qual Vincenzo Galilei (1520-1591) - cantor e compositor que tocava alaúde e era pai do astrônomo Galileo Galilei - teve um papel importante. Vincenzo Galilei, influenciado pelas escritas dos gregos antigos e querendo recriar a antiga maneira de contar histórias e drama, tornou-se um pioneiro quando usava uma linha melódica para contar histórias, acompanhado de acordes simples da harpa ou alaúde.
Na Era Barroca, os recitativos eram frequentemente ensaiados nos bastidores pelo diretor de palco, e os cantores  traziam a sua própria "bagagem" de árias favoritas que podiam ser de outro compositor (algumas das árias de concerto de Mozart caem dentro deste grupo). Essa divisão de trabalho perdurou em algumas das obras mais famosas de Rossini (1792-1868): os recitativos simples para La Cenerentola foram compostas por um assistente.
Um dos primeiros compositores a usar o recitativo foi o Italiano, Claudio Monteverdi (1567-1643), em 1624,  na sua cantata Il combattimento di Tancredi e Clorinda. 
Bach usou o recitativo em todas as quase quatrocentas cantatas que escreveu.
Geralmente escrito sem barras de compasso - e, portanto, sem um tempo ou andamento especificamente definido -, o  recitativo é uma narrativa articulada e, em geral, rápida e breve, durante a qual os personagens normalmente "conversam", em um trecho da obra executada. Se um personagem pede a um servo que traga o jantar, por exemplo, na maior parte das vezes o compositor não escreve música muito elaborada para a frase; escreve um recitativo. Cair simplesmente na linguagem falada quebraria a atmosfera musical da ópera. Por isso, a maioria dos compositores evita fazê-lo, especialmente na ópera italiana. 
Na ópera alemã, mais frequentemente, os trechos falados se alternam com trechos cantados. Por isso este tipo de ópera é muitas vezes chamado de Singspiel. Mozart é um exemplo marcante de compositor que escreveu tanto óperas em italiano quanto óperas em alemão. Quando ele compunha em italiano, Mozart seguia as convenções da ópera italiana, e recheava suas óperas de recitativos; quando compunha em alemão, ele seguia as convenções da ópera alemã. Assim, nas poucas óperas que compôs em alemão, como O Rapto do Serralho e A Flauta Mágica, os trechos falados (que Mozart procura fazer o mais curtos possíveis) alternam-se  com trechos cantados.
Nas óperas de Handel, Piccinni, Paisiello, Cimarosa, Mozart, Rossini, entre outros, os recitativos são geralmente acompanhados ao cravo. Nas óperas reformadas de Gluck, os recitativos são sempre acompanhados pela orquestra. A partir de meados do século XIX, contudo, os compositores o utilizaram cada vez menos. Wagner aboliu o recitativo quase completamente das suas óperas, procurando criar um todo sinfónico-vocal ininterrupto e mais homogéneo.
Existem, a princípio, duas formas de recitativo: o recitativo secco e o recitativo accompagnato.

## Recitativo secco
O recitativo secco é a forma de recitativo na qual o acompanhamento instrumental é reduzido ao mínimo. É composto apenas pelo baixo contínuo: cravo ou órgão e violoncelo, com mais frequência. Em princípio, nenhum outro instrumento intervém. Na Paixão segundo São Mateus de Bach,  por exemplo, o Evangelista canta o seu texto sob a forma de recitativo secco.

## Recitativo accompagnatooustromentato
O recitativo accompagnato (acompanhado) ou stromentato (instrumentado) é a forma de recitativo na qual a orquestra intervém, seja para pontuar o texto do solista através de alguma frase, à maneira de "comentários" musicais, ou para reforçar os acordes tocados pelo cravo, como um "tapete" sonoro. No caso da Paixão Segundo São Mateus, as intervenções de Jesus são sob a forma de recitativo accompagnato.
O recitativo accompagnato deve ser, normalmente, diferenciado do arioso, pois este último está a meio caminho entre a  ária (sem, no entanto, ter restrições formais) e o accompagnato (mas sem liberdade rítmica). Todavia, esses dois termos são frequentemente confundidos.

## Recitativos instrumentais
Embora o termo "recitativo" refira-se quase sempre à música vocal, há recitativos puramente instrumentais. Encontramos exemplos em Bach, Beethoven, Chopin e vários outros compositores. 
Um dos mais primeiros exemplos de recitativo instrumental é encontrado no movimento lento do Concerto para violino em ré maior, RV 208, de Vivaldi, onde está indicado  "Recitativo", embora se trate talvez de algo mais virtuosístico e  brilhante do que seria um recitativo operático. C. P. E. Bach também usou o recitativo instrumental no segundo movimento da primeira de suas Sonatas Prussianas (Wq 48; H. 24), de 1742, compostas na corte de Frederico o Grande, em Berlim. Em 1761, Joseph Haydn assumiu seu posto no Palácio Esterházy e pouco depois compôs sua Sinfonia nº 7 (Le Midi), em estilo concertante, isto é, com solistas. No segundo movimento dessa sinfonia, o violinista é o solista de um recitativo instrumental.
Ludwig van Beethoven usou o recitativo  instrumental  em pelo menos três peças - Sonata para piano nº 17  (A Tempestade), Sonata para piano nº 31 e na abertura do Finale da  Nona Sinfonia, em cuja partitura, Beethoven escreveu (em francês) "à maneira de um recitativo, mas in tempo." Segundo Leon Plantinga, o segundo movimento do Concerto para piano n.° 4 , também de Beethoven, também é um recitativo instrumental, embora Owen Jander o interprete como um  diálogo.
Outros compositores românticos que utilizaram o recitativo instrumental foram  Rimsky-Korsakov (que compôs um recitativo lírico, virtuosístico, para violino solo com acompanhamento de  harpa para representar o personagem título de sua suíte sinfônica Scheherazade)  e Hector Berlioz (cuja sinfonia coral Roméo et Juliette contém um recitativo de trombone como  parte da Introdução).
Arnold Schoenberg  marcou a última de suas Cinco Peças Orquestrais, Op. 16,  como "Recitativo obligato" e também compôs uma peça para órgão,  denominada Variações sobre um recitativo, Op. 40. Outros  exemplos de recitativos instrumentais  na música do século XX incluem o terceiro movimento do Quinteto para clarinete e cordas, de  Douglas Moore (1946), o primeiro dos Cinco improvisos para guitarra  (1968), de Richard Rodney Bennett, e o segundo dos 12 Estudos para piano, de  William Bolcom (1977–1986).